# Акулов, Григорий Яковлевич
Григорий Яковлевич Акулов (Гриша Акулов) (26 мая 1929 года, станица Гундоровская, Ростовская область — 26 января 1943 года, там же) — юный разведчик, советский школьник школы № 1, которая с 2000 года носит имя юного героя Гриши Акулова.

## Биография
Родился Гриша Акулов 26 мая 1929 года в станице Гундоровской Ростовской области. Учился Гриша в школе № 1 станицы Гундоровской. В период оккупации немцами станицы Гундоровской с лета 1942 года по февраль 1943 года тринадцатилетний Гриша Акулов был разведчиком. Вместе с другом Лёней Воробьёвым (Воробьевским), который приехал из Ворошиловградской (ныне Луганская) области на каникулы к бабушке в станицу Гундоровскую, добывали важные сведения командованию частей 619-го стрелкового полка 203-й стрелковой дивизии 63-й армии, которые находились у хутора Михайловского, вдоль реки Северский Донец. Неоднократно ребята были в разведке в ближайших хуторах и в городе Каменске, переходили линию фронта и рассказывали командиру воинской части важные сведения о расположении немцев в станице Гундоровской. 18 января 1943 года Гриша и Лёня вновь перешли линию фронта с важной информацией об обстановке родной станицы. Юных разведчиков не было несколько дней, отсутствие мальчиков заметили полицаи, и они ждали их в засаде. Когда мальчики возвращались домой, полицаи схватили их и бросили в холодный подвал. Были также арестованы и брошены в подвал к ребятам отец Гриши Яков Платонович Акулов и коммунист Дмитрий Голиков (по другим данным Беликов). В течение шести дней их пытали, избивали, выгоняли полураздетых на сильный мороз, но немцы никакой информации о расположении советских войск от пленных не добились. Ранним утром 26 января 1943 года за станицей Гундоровской фашисты расстреляли всех четверых, а тела бросили в балку, которую позже назвали Акулова балка. Юным пионерам-героям не было четырнадцати лет, их имена навсегда вошли в историю освобождения станицы Гундоровской. Станица была освобождена 619-м стрелковым полком спустя 18 дней.
В 2000 году школе № 1 (МБОУ СОШ № 1 г. Донецка), которая является объектом культурного наследия, было присвоено имя Гриши Акулова. В 2001 году на месте гибели был установлен каменный обелиск — камень скорби, Гриша Акулов похоронен на станичном кладбище. В городе Донецке ежегодно 1 июня проводится переходящий Кубок города по футболу имени Гриши Акулова и Лёни Воробьёвского. В Донецком историко-краеведческом музее, а также в музеи школы № 1 имени Гриши Акулова есть экспозиции, материалы, посвящённые юным героям. В доме Гриши Акулова, где проживал юный герой сохранили комнату, в которой находятся его личные вещи, предметы быта, учебники и другие принадлежности.

## Фотогалерея

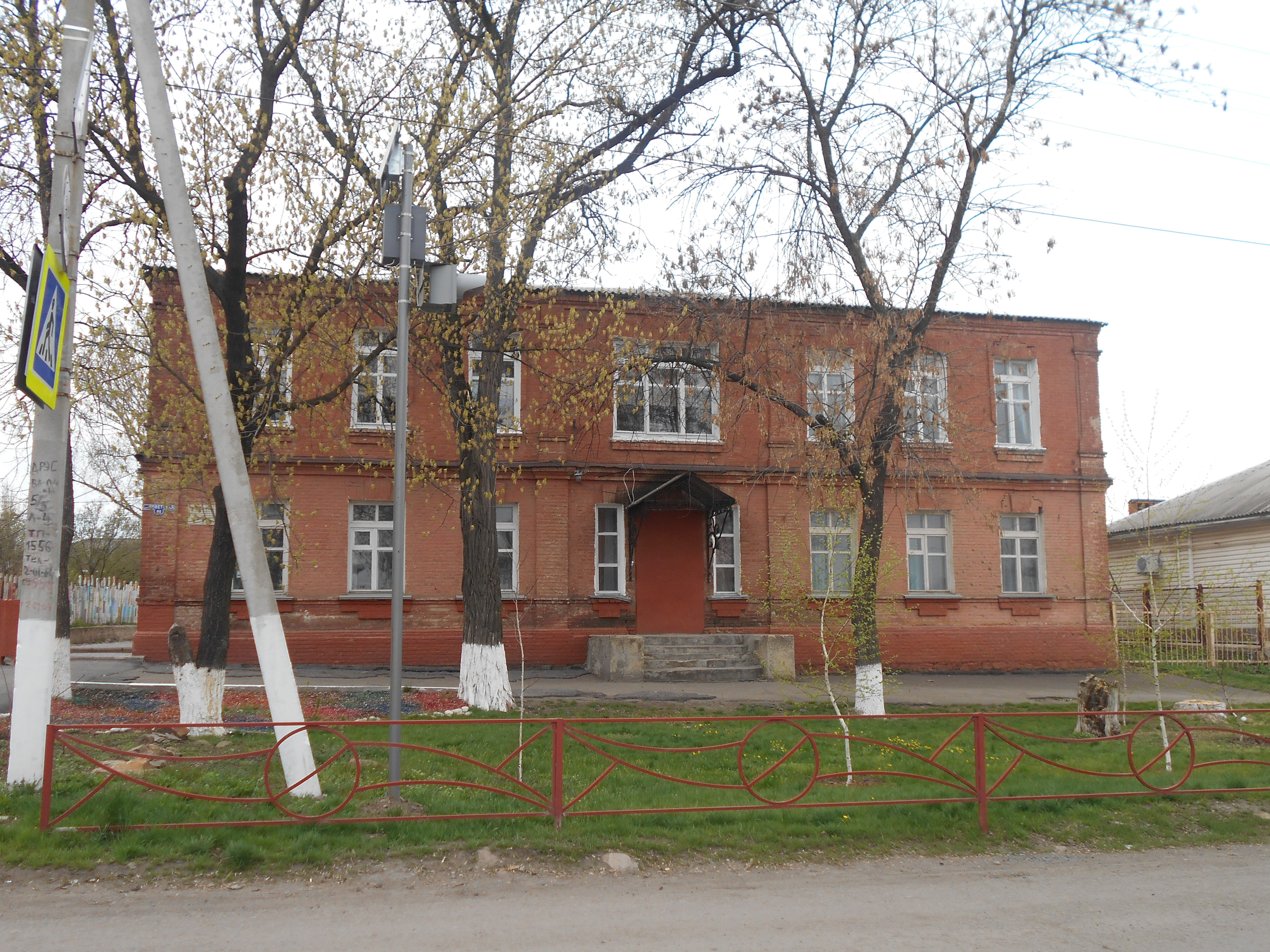
Школа № 1, в которой учился Гриша Акулов.
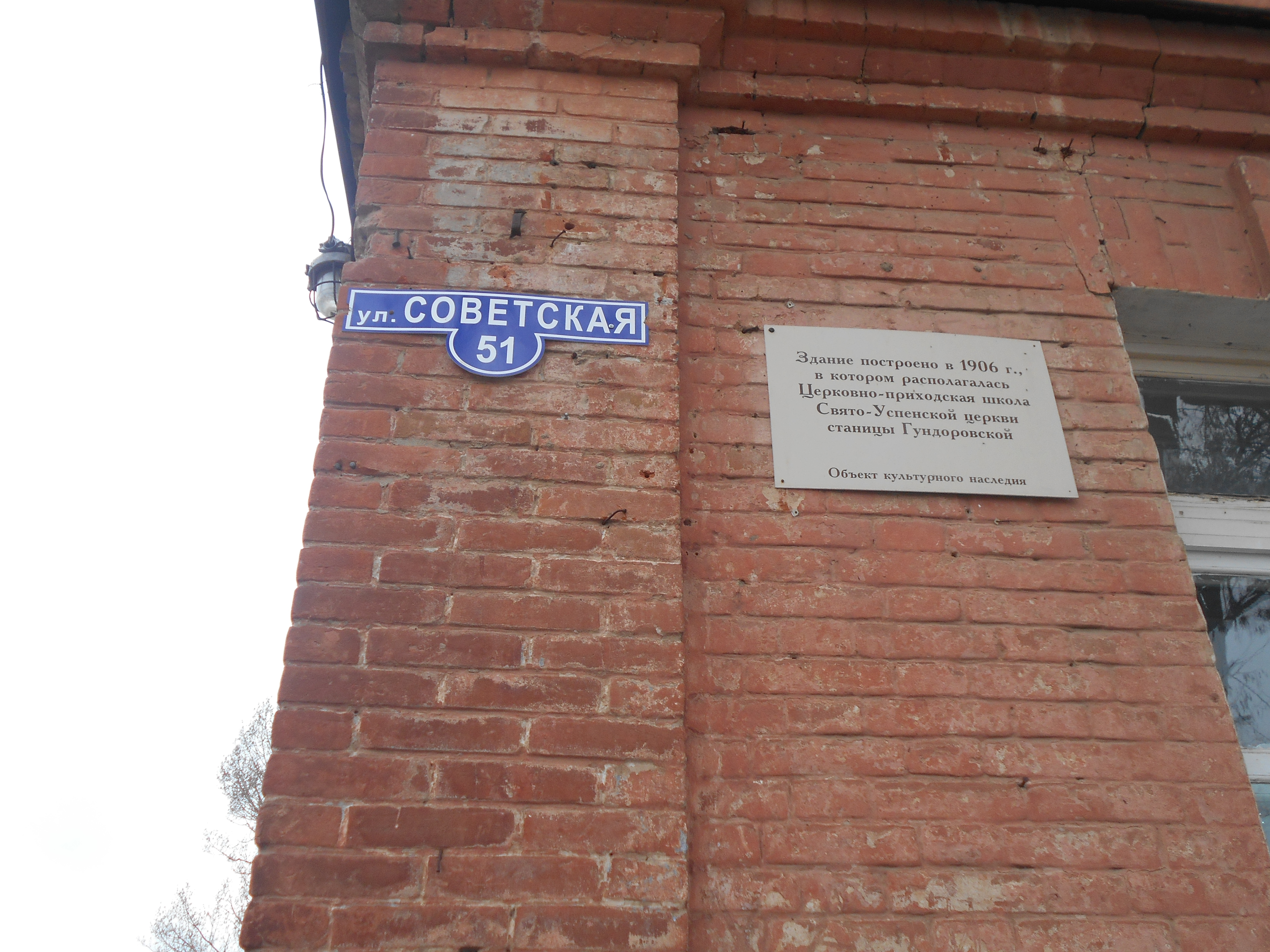
Школа № 1 — объект культурного наследия. Табличка с надписью.
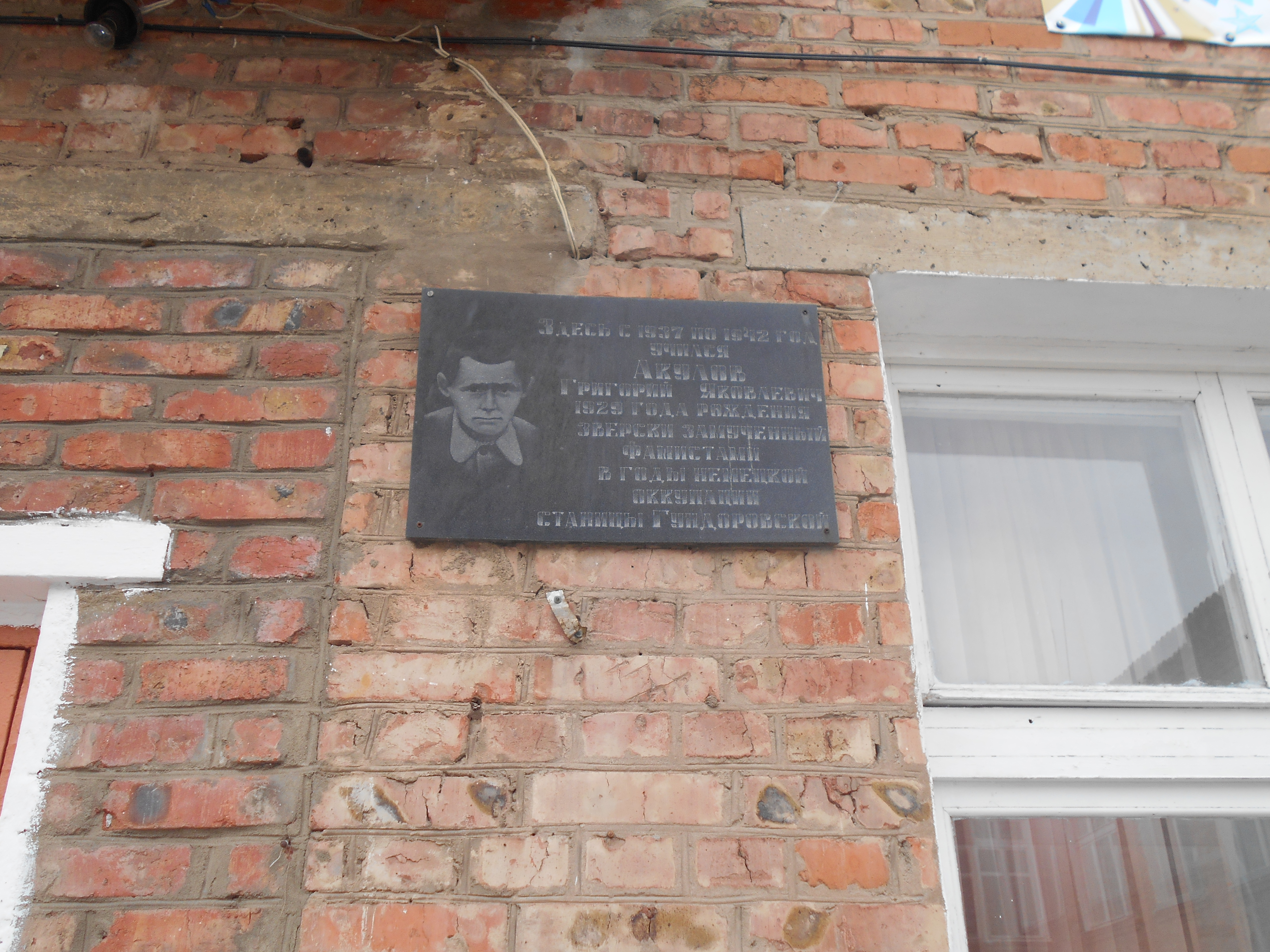
Мемориальная доска на здании школы № 1.
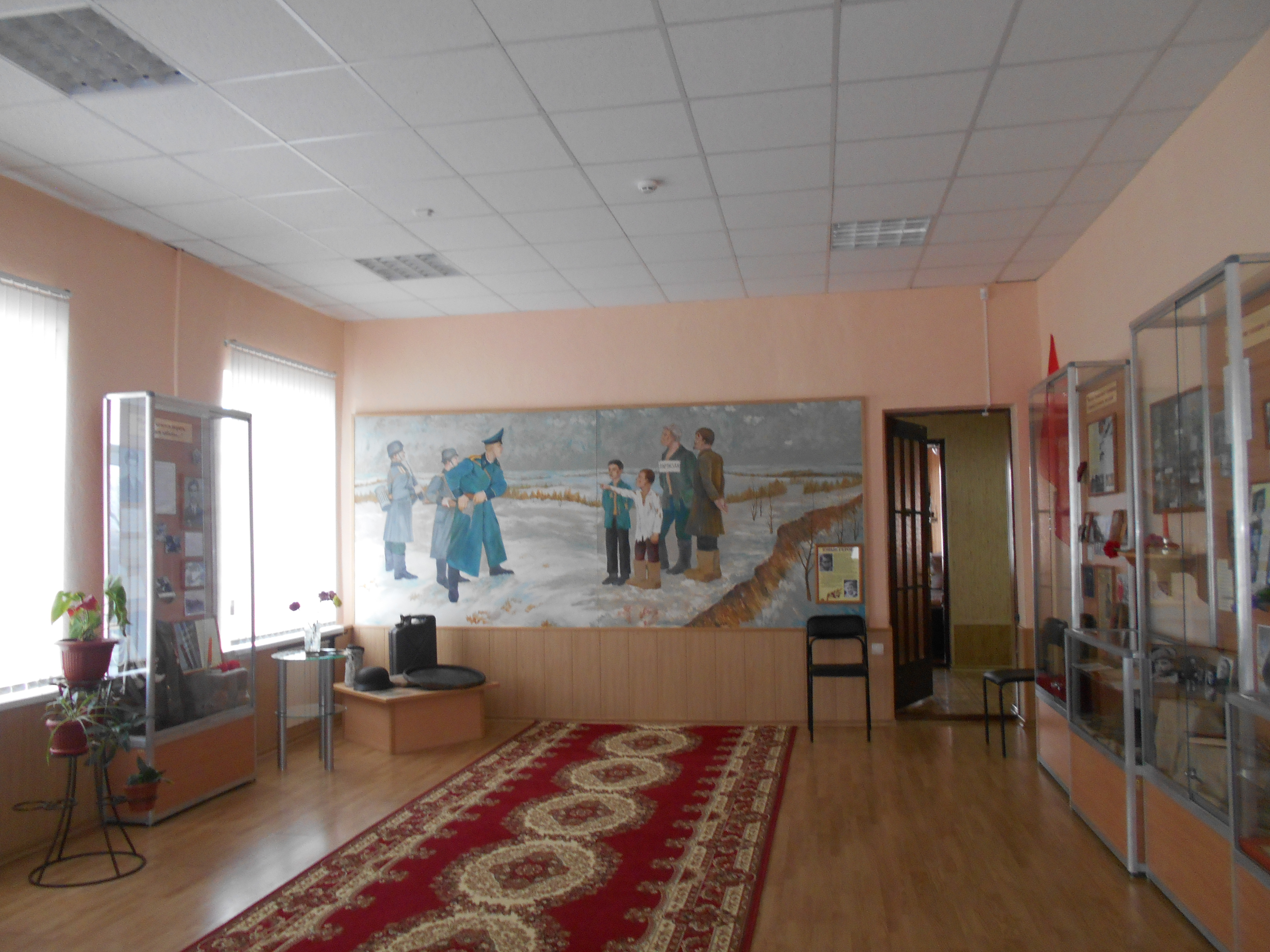
Донецкий историко-краеведческий музей. Зал «Боевая слава». Экспозиция, посвящённая юным героям: Гриша Акулов и Лёня Воробьёв (Воробьевский).
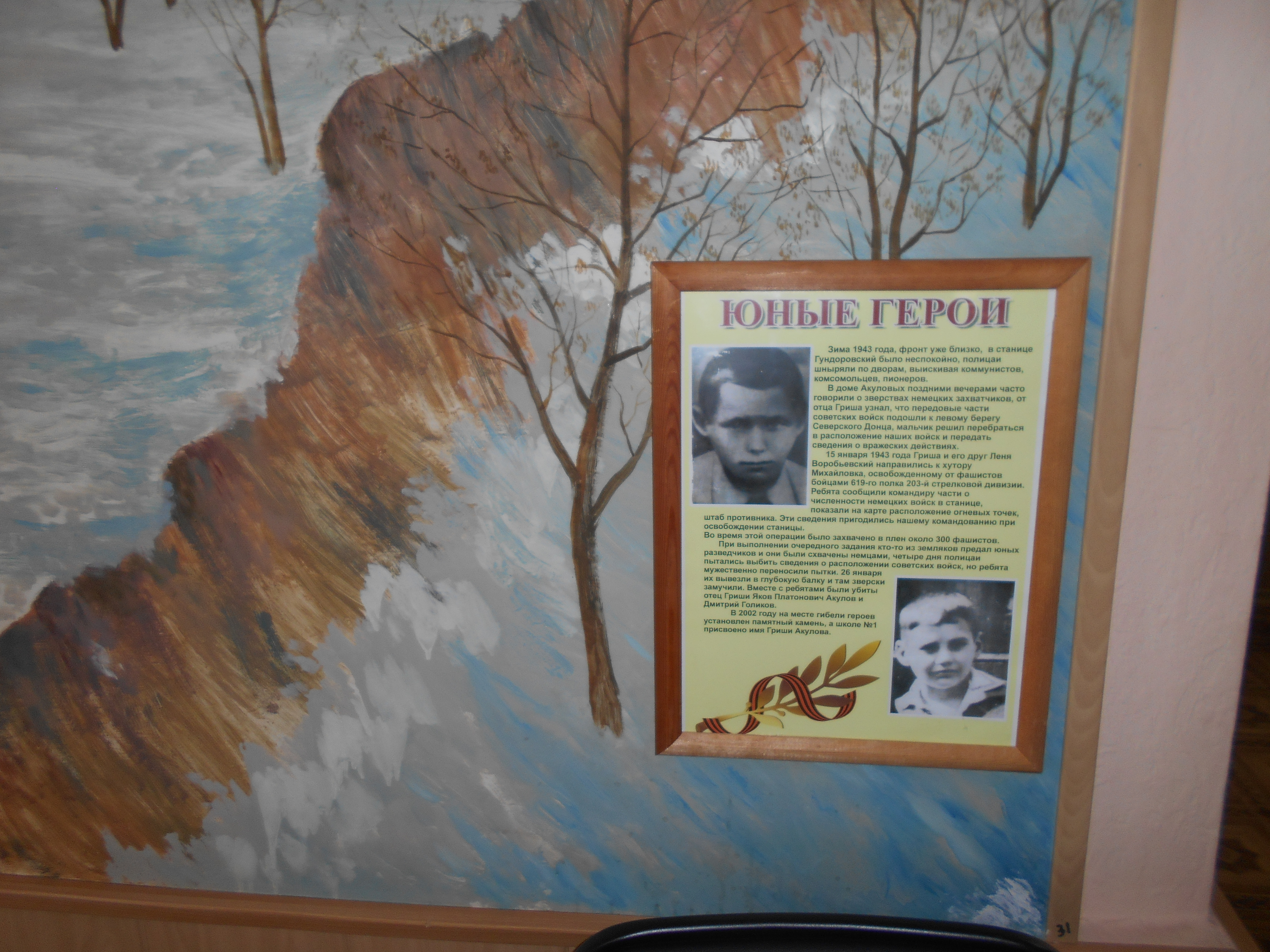
Донецкий историко-краеведческий музей. Зал «Боевая слава», фрагмент экспозиция юным героям: Гриша Акулов и Лёня Воробьёв (Воробьевский).
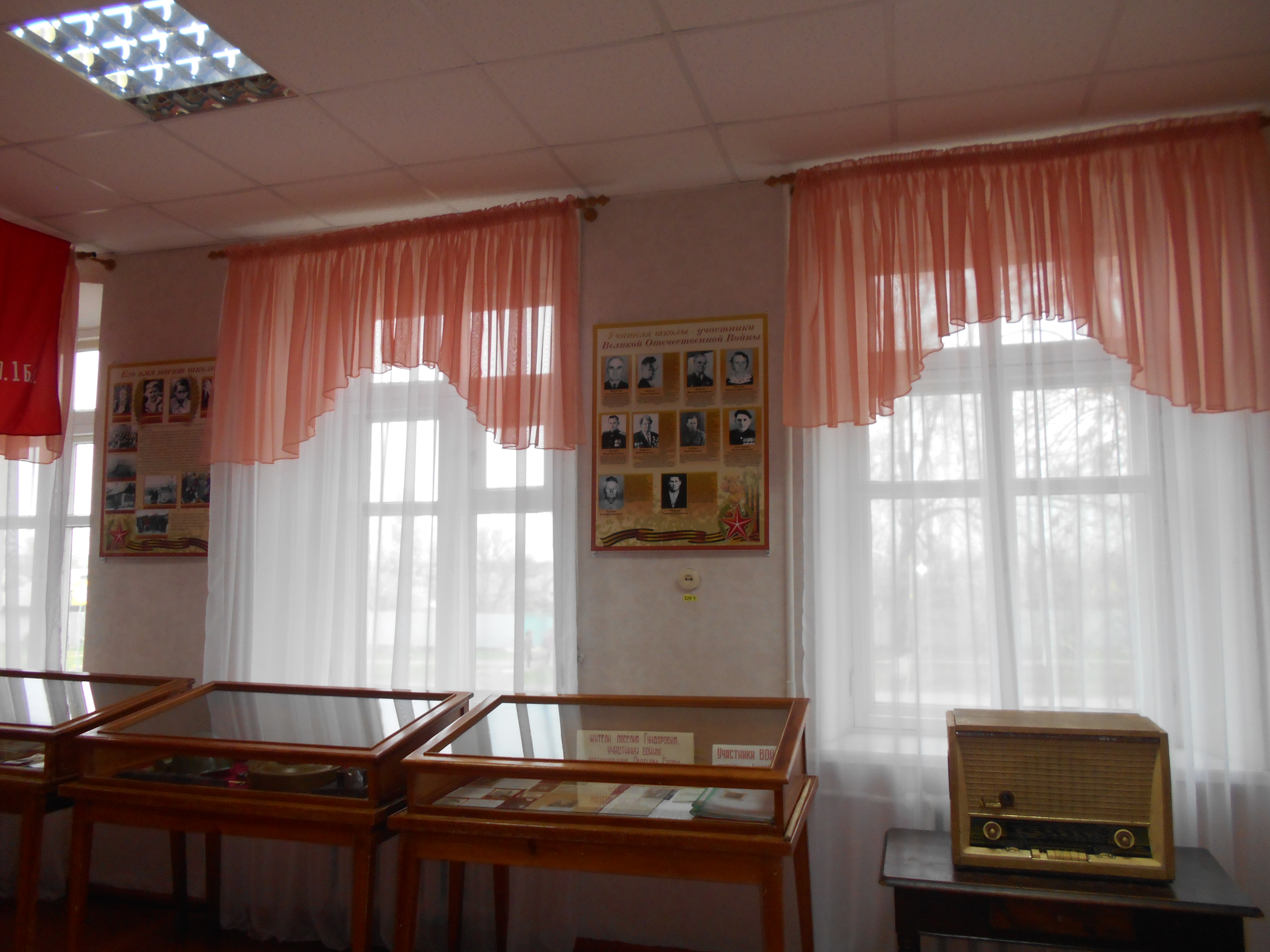
Краеведческий музей школы № 1. Экспозиция «Великая Отечественная война».
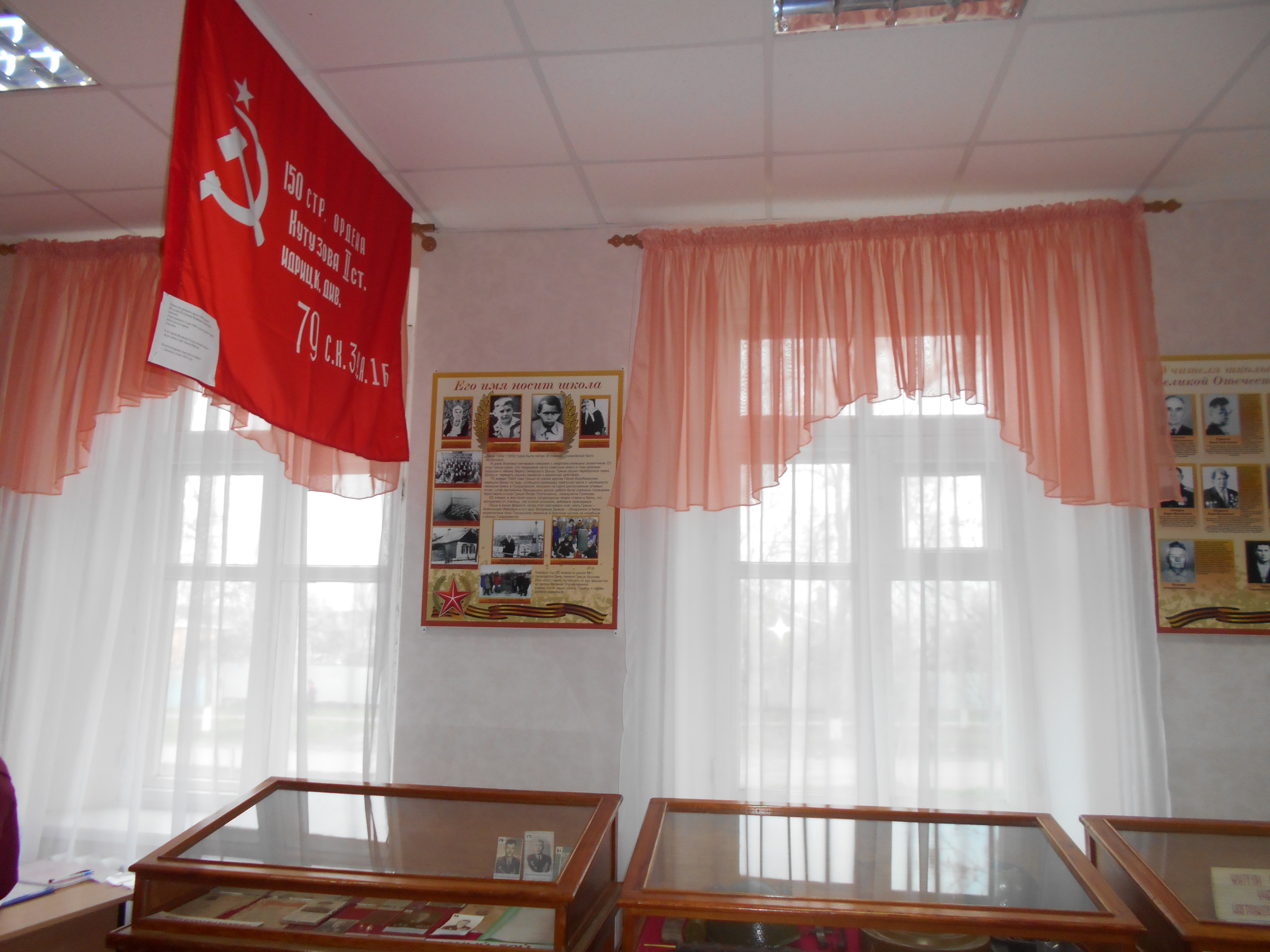
Краеведческий музей школы № 1. Разделы экспозиции: «Его имя носит школа» (Гриша Акулов).